# Plac Dizengoff (Tel Awiw)

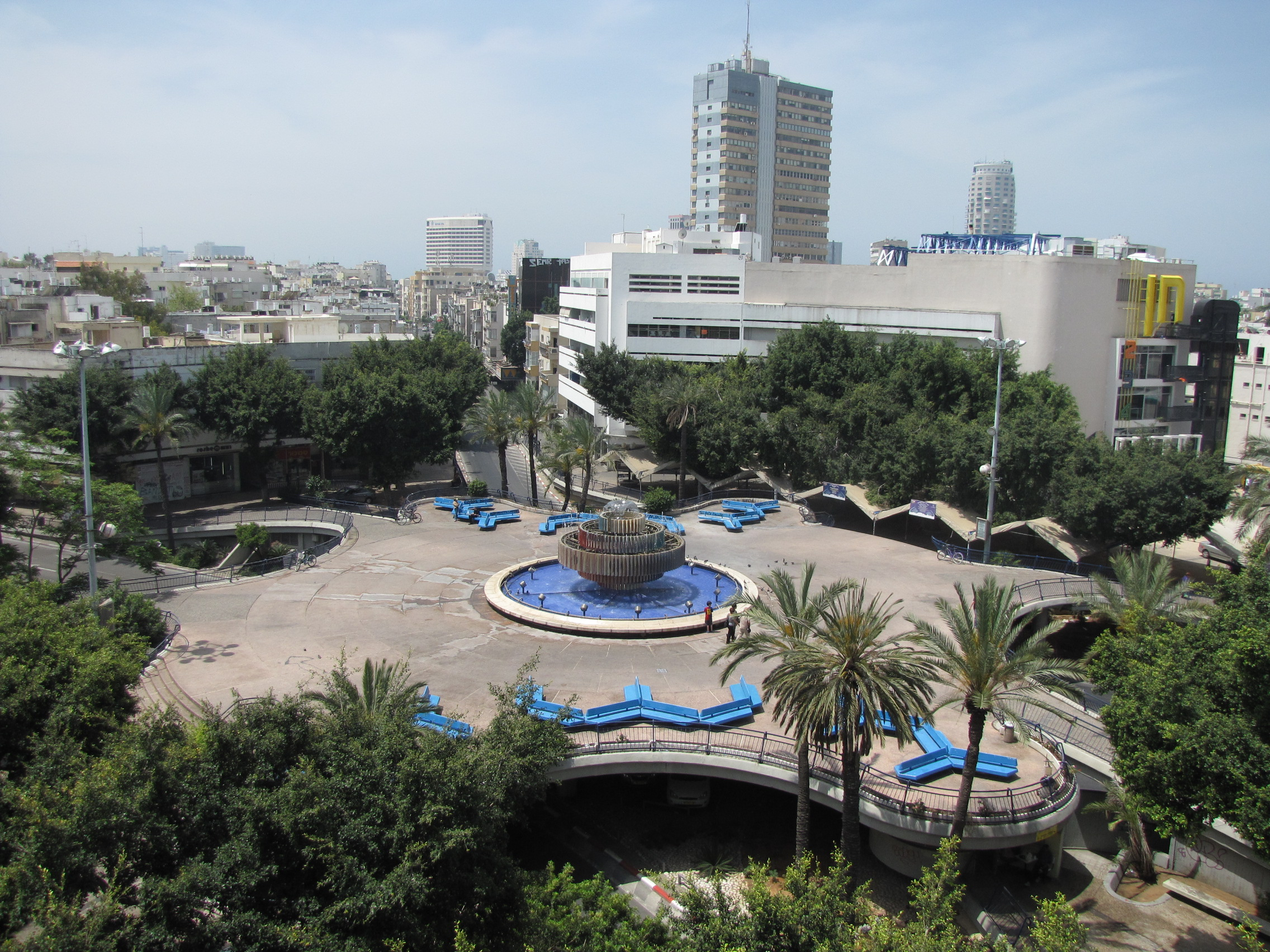
Dawny plac w 2010

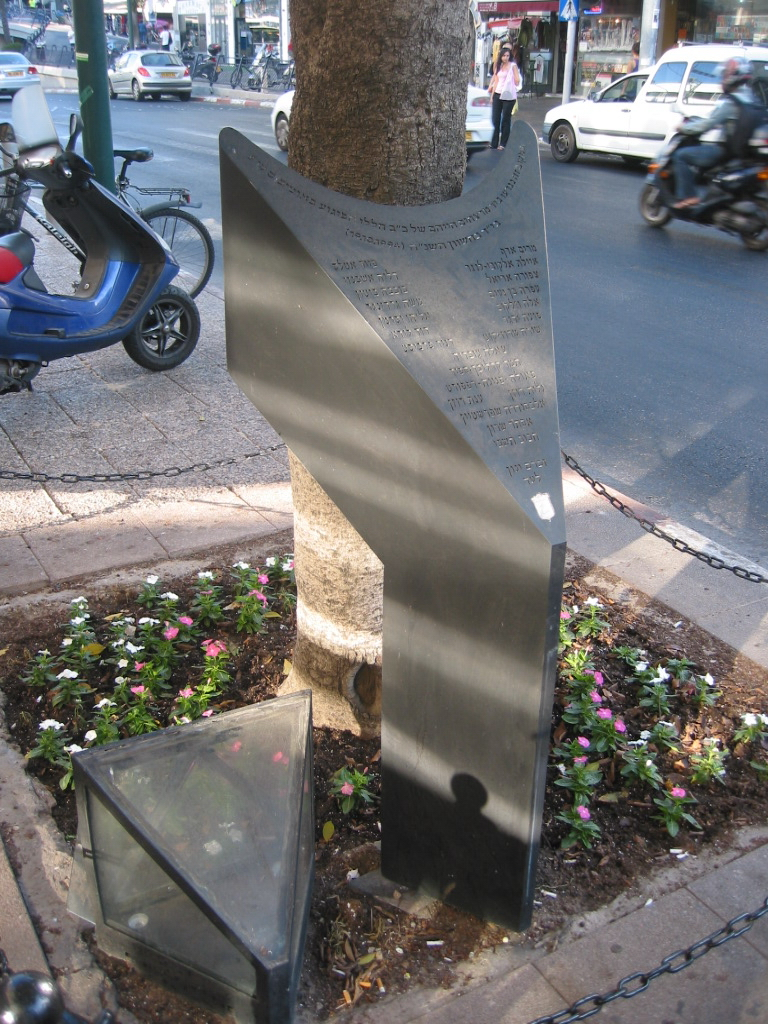
Pomnik w miejscu zamachu terrorystycznego na autobus linii nr 5

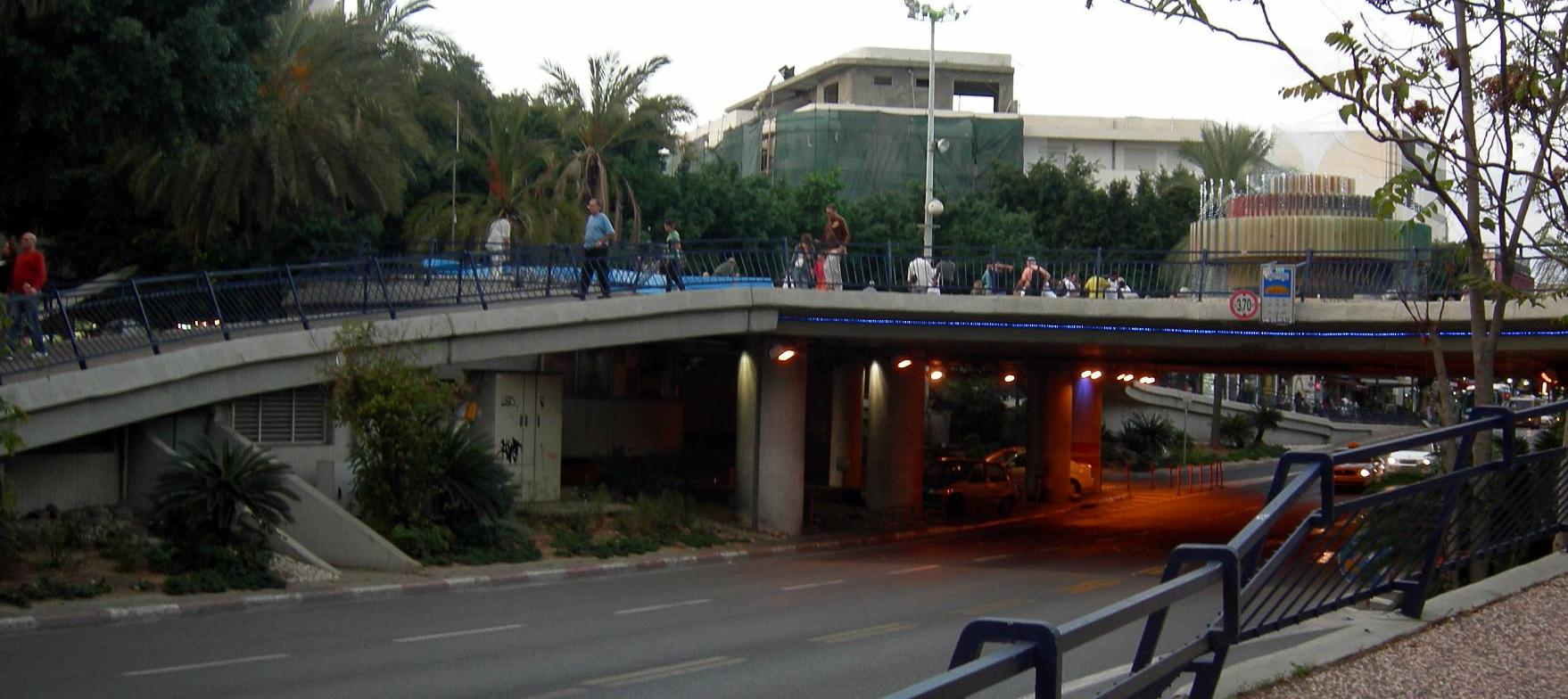
Dawne rozwiązanie komunikacyjne na Placu Dizengoff

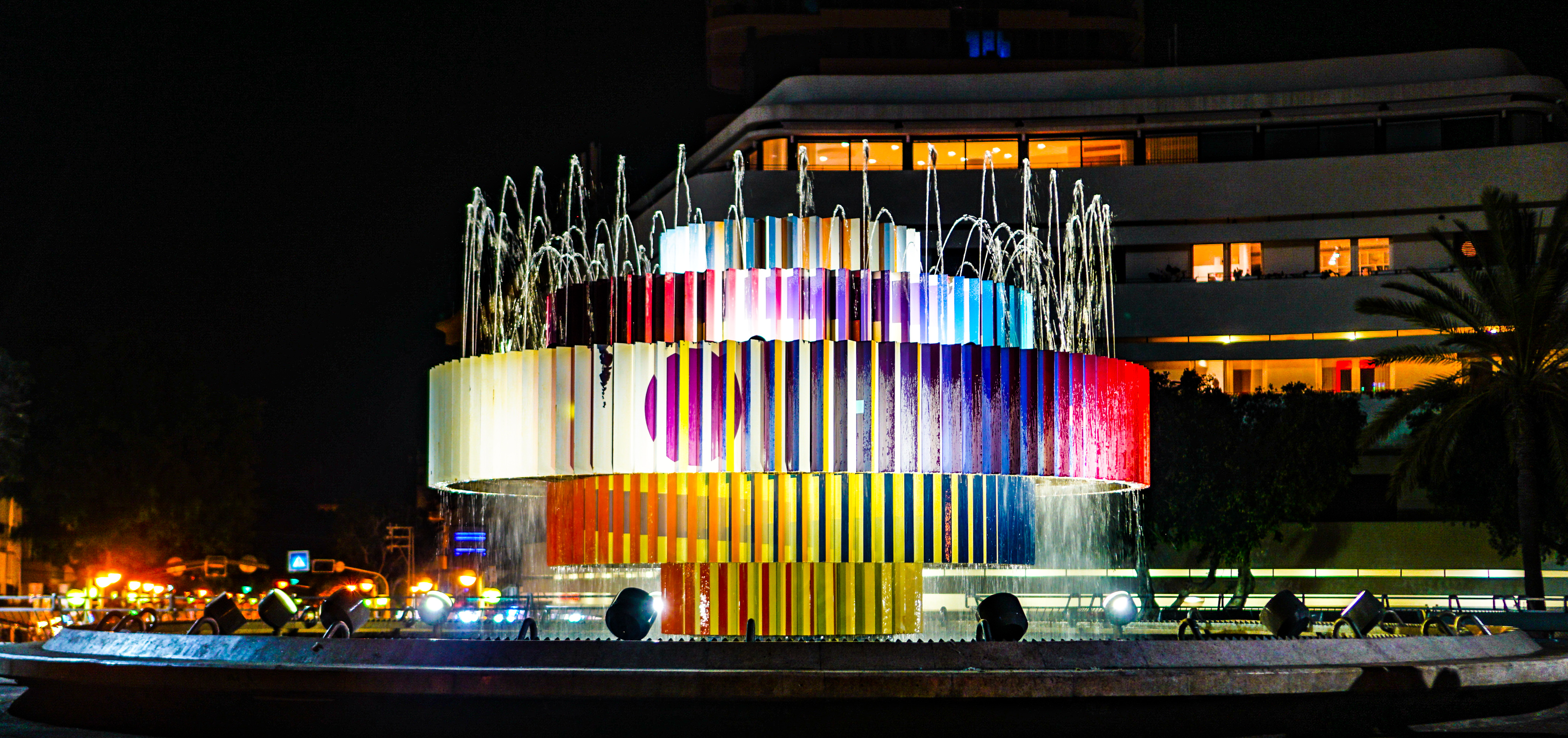
Dawna Fontanna Ognia i Wody na placu Dizengoffa, którą zaprojektował artysta op-artu i sztuki kinetycznej Ja’akow Agam

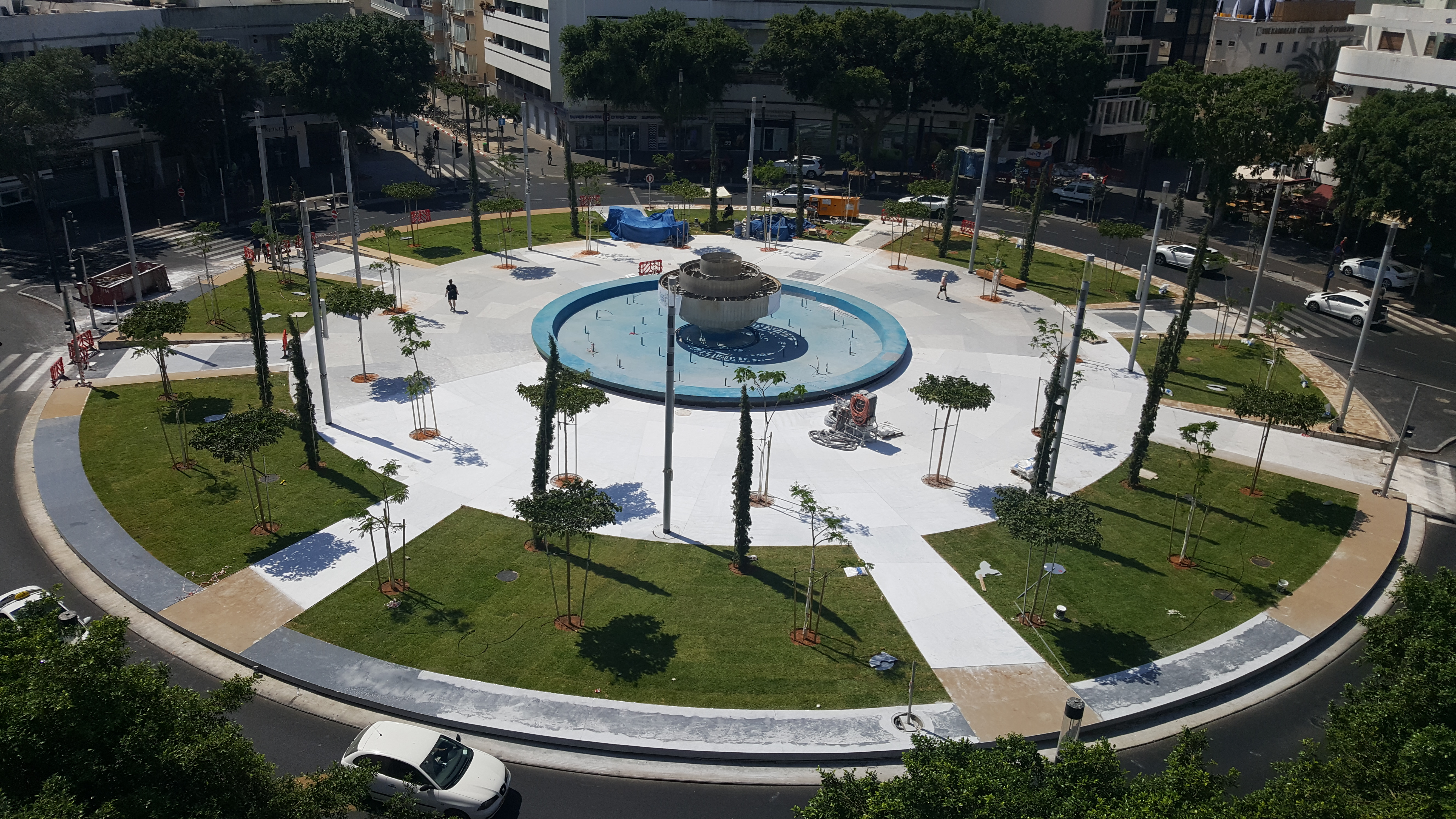
Plac po przebudowie w 2019

Plac Dizengoff (hebr. כִּכָּר דִיזֶנְגוֹף, Kikar Dizengof) jest placem, który znajduje się w osiedlu Centrum Tel Awiwu w Tel Awiwie, w Izraelu. Pełną nazwą placu jest Plac Ziny Dizengoff (hebr. כִּכָּר צִינָה דִיזֶנְגוֹף, Kikar Tzina Dizengof), na cześć żony pierwszego burmistrza miasta Meira Dizengoffa. Przez wiele lat plac był uznawany za symbol Tel Awiwu.

## Położenie
Plac znajduje się na skrzyżowaniu ulic Dizengoffa, Reines, Zamenhofa, Pinskera i Ben-Ami. Ma kształt ronda o średnicy 70 metrów.

## Historia
Gdy w latach 20. XX wieku Patrick Geddes opracował plan rozwoju Tel Awiwu, przewidział stworzenie w tym miejscu dużego placu publicznego. Projekt placu opracowała w 1934 architektka Genia Averbuch. Całość była zaprojektowana w stylu międzynarodowym, dominującym w tym okresie w Tel Awiwie. Pierwotnie zakładano, że plac będzie miał kształt kwadratu podwyższonego ponad teren okolicy. Planowano stworzenie na nim parkingu z postojem taksówek. Jednak ze względu na wysokie koszty, realizację tego planu odłożono w czasie, a następnie zrezygnowano z niego.
Każdy budynek na placu został zaprojektowany przez innego architekta, jednak wszystkie projekty były zatwierdzane przez Genię Averbuch:
- 1935 – Dom Ioachneen i Dom Cohen-Amichai, zaprojektowane przez architekta Barucha Ioachneena.
- 1935 – Dom Feldmana, zaprojektowany przez architekta Aryeh Alilnfelda.
- 1936 – Dom Masri i Dom Mirnberg, zaprojektowane przez architektkę Genię Averbuch.
- 1936 – Dom Greenen, zaprojektowany przez architekta Pinchasa Abiznsky’ego.
- 1937 – Dom zaprojektowany przez architekta Rafaela Mgydovica.
- 1939 – Budynek Kina Estery (obecnie Cinema Hotel), zaprojektowany przez architekta Jehude Mgydovica.
- 1948 – Hotel Gazit (obecnie Hotel Center), zaprojektowany przez architekta Haima Meshulama.
- 1949 – Kino Chen, zaprojektowane przez architekta Arjego Szarona.
- 1957 – Dom Hamashbir, zaprojektowany przez Arjego Szarona i Benjamina Edelsona.

Plac wybudowano w 1934, jednak jego otwarcie nastąpiło w 1938. W centralnej części placu wybudowano fontannę, w otoczeniu ścieżek, trawników i zasadzonych drzew.
W latach 60. i 70. XX wieku pojawiły się duże problemy komunikacyjne w rejonie placu. Z tego powodu w 1978 plac został przebudowany. Dotychczasowe chodniki i jezdnie zastąpiono wyniesieniem kilka metrów ponad poziom zero wielkiej betonowej platformy, pod którą poprowadzono ruch kołowy. Na podwyższonym terenie pozostała fontanna autorstwa Ja’akowa Agama i tereny zielone. Przebudowa placu spotkała się z dużą krytyką. Niektórzy mieszkańcy oskarżali władze o spowodowanie spadku popularności placu, który od tego czasu zaczął być coraz bardziej zapomniany i zaniedbany. Z drugiej strony spadek popularności był spowodowany otwarciem położonego w pobliżu Centrum Dizengoffa.
W 2009 burmistrz miasta Ron Chuldaj przedstawił plan rewitalizacji placu. Plan zakłada powrót do układu komunikacyjnego sprzed modernizacji z roku 1978. Przebudowę rozpoczęto w styczniu 2017 demontażem fontanny, którą po konserwacji zostanie ponownie zainstalowana w centralnym punkcie rewitalizowanego placu. Następnie zburzono betonową platformę. Ponowne otwarcie placu przewidziany jest na rok 2018.

### Zamachy terrorystyczne
Przy placu doszło do dwóch zamachów terrorystycznych zorganizowanych przez palestyńskich terrorystów-samobójców:
- 19 października 1994 o godzinie 9 rano, terrorysta z Hamasu wysadził się w autobusie linii nr 5 w odległości około 100 metrów na północ od Placu Dizengoff. Wybuch 20-kg materiału wybuchowego zabił 22 osoby i ranił 47 innych. Był to jeden z pierwszych zamachów samobójczych w Izraelu i wywołał on falę protestów. W miejscu zamachu wystawiono symboliczny pomnik z nazwiskami ofiar[7].

- 4 marca 1996

## Architektura
Plac Dizengoff stanowi centrum architektonicznego zespołu miejskiego Białego Miasta Tel Awiwu.
Białe Miasto Tel Awiwu został umieszczone w 2003 na Liście światowego dziedzictwa UNESCO, jako największe na świecie skupisko budynków modernistycznych. Powstawało od końca lat 20., a przede wszystkim w latach 30. i 40. XX wieku z przeważającym udziałem żydowskich architektów, którzy kształcili się na uczelni artystycznej Bauhaus. Niektórzy z nich, w tym urodzony w Jarosławiu Arje Szaron, po przyjeździe do Palestyny przystosowali zdobycze Bauhausu do lokalnych warunków, tworząc w Tel Awiwie największe na świecie skupisko budynków zrealizowanych w tzw. stylu międzynarodowym.

## Wykorzystanie placu
Wokół placu wybudowano restauracje, kawiarnie, kina, hotele i pensjonaty.

## Religia
W bezpośrednim sąsiedztwie placu Dizengoffa znajduje się Centrum Kabały, zajmujące się działalnością religijną i edukacyjną na rzecz propagowania nauki Kabały.

## Turystyka
Na placu znajduje się osobliwa Fontanna Ognia i Wody, którą zaprojektował artysta op-artu i sztuki kinetycznej Ja’akow Agam w 1986. Kilka razy dziennie nad obracającą się wielobarwną konstrukcją wytryskują w takt muzyki strumienie wody oraz słup ognia. Po remoncie placu w 2019 zdemontowana wcześniej fontanna powróciła już oszpecona, bez charakterystycznej kolorowej dekoracji w stylu op-art oraz bez mechanizmu obrotowego. Aktualnie stan wizualny i techniczny fontanny jest niezgodny z oryginalnym projektem artysty.
Położone w pobliżu Centrum Bauhaus organizuje dwa razy w tygodniu wycieczki z przewodnikiem, podczas których można poznać zabytki oraz architekturę otoczenia placu Dizengoff.
Przy placu znajdują się hotele: Cinema Hotel i Center Hotel.